# سوئره آنکر اوسدال
سوئره آنکر اوسدال (نروژی: Sverre Anker Ousdal؛ زادهٔ ۱۸ ژوئیهٔ ۱۹۴۴) بازیگر اهل نروژ است.
از فیلم‌ها یا سریال‌های تلویزیونی که وی در آن نقش داشته‌است، می‌توان به آوگوست استریندبری: یک عمر، داستان‌های آشپزخانه، زندگی پنهان کلمات، ستاره قطبی، بی‌خوابی، کمربند شکارچی، هامسون، آخرین رقص، ناراست چون آب و چشم اوا اشاره کرد.